# Charles-Lucien Huard
Pour les articles homonymes, voir Huard.
Charles-Lucien Huard, né le 12 février 1837 au Puy-Notre-Dame, et mort le 22 janvier 1899 à Bois-Colombes, est un journaliste, patron de presse et homme de lettres français. Il publia entre autres sous les noms de Lucien D'Hura et de Lucien Huard.

## Biographie

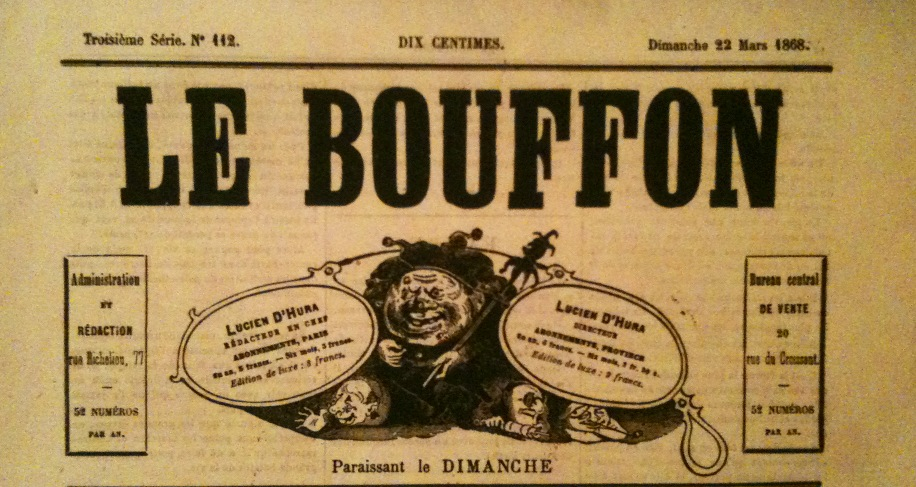
En-tête du journal Le Bouffon dessiné par Edward Ancourt (1er mars 1868).

La Caricature, lancé en mars 1877.

Originaire du Maine-et-Loire, Charles-Lucien Huard commence une carrière de dramaturge et de journaliste à Angers au début des années 1860 sous le nom de plume de Lucien d'Hura. Il devient rédacteur en chef de L'Album angevin, journal du théâtre, de la littérature et des arts le 7 juin 1863. Présent sur Paris, il y poursuit ce journal sous un nouveau nom, Le Manteau d'Arlequin, publiant des recueils de petites pièces de théâtre, jusqu'au 13 avril 1865. Il est également à cette époque l'auteur de comédies dans le genre vaudeville qu'il met en scène au Théâtre d'Angers (1864). En 1870, Huard est le coparolier d'un opéra-bouffe de Frédéric Bentayoux, Lucrèce, ou le triomphe de la vertu, qui semble être sa dernière création dans ce domaine.
Vers la fin du Second Empire, Huard se lance dans une activité éditoriale assez frénétique : il lance coup sur coup plusieurs périodiques, dont certains ne semblent pas connaître le succès public escompté, ou sont victimes de la censure impériale. En 1865, il s'associe à Anatole Le Guillois, fondateur du journal parodique Le Bouffon, qui paraît le dimanche, un 8 pages comportant de nombreuses caricatures. Huard en est alternativement le directeur et le rédacteur en chef jusqu'en juillet 1874, le périodique prenant un virage plus politique en 1869. On compte également L'Image : critique, littéraire satirique, lancé le 6 juin 1867 avec Antonin Poulet, qui est repris par Carlo Gripp en septembre de la même année (qui le transforme en Paris-Comique en 1869). Puis, le 26 juin 1868, Huard lance L'Éteignoir sous le nom de plume de « Hardi de Ragefort », mais la publication s'arrête en novembre suivant.
Continuant Le Bouffon après la chute de l'Empire, il fonde en juillet 1875 Sur terre et sur mer. Journal hebdomadaire de voyages et d'aventures avec l'illustrateur J. Gerlier, titre qui est repris en juillet 1877 par Georges Decaux et Maurice Dreyfous pour former le Journal des voyages. Le 8 mars 1877, Huard lance La Caricature, un périodique illustré qui reprend les dessins publiés dans sept quotidiens. Entretemps, il se spécialise dans le récits de voyage et l'histoire des techniques, un domaine où il se montre très prolixe, contribuant notamment à une collection de fascicules destinés à un lectorat populaire, « Le Livre pour tous », publiée par les éditions L. Boulanger.

## Écrits
- Premières Armes, Angers, J. Lemesle, 1862.
- Aventures des quatre filles Aymon, Paris : chez tous les libraires, 1863.
- Les Apparences, Angers, J. Lemesle, 1864.
- Pour un soufflet, comédie-vaudeville en 1 acte, Angers, J. Lemesle, 1864.
- L'Oracle des dames, Théâtre des menus-plaisirs, slnd.
- [Hardi de Ragefort], L'Éteignoir, Paris, Armand, [1868].
- Rouen, ses monuments et leurs souvenirs historiques, Paris, Librairie du tour de France, 1877.
- Livre d'or de l'Exposition de 1889, sous la dir. de C.-L. Huard, Paris, L. Boulanger, [1889].
- Charles-Lucien Huard, La Guerre illustrée, vol. 1 : Chine, Tonkin, Annam, Paris, L. Boulanger, 1886 (BNF 34082953)[6]
- Charles-Lucien Huard, La Guerre illustrée, vol. 2 : Madagascar, Paris, L. Boulanger (BNF 34082964, lire en ligne)
- Périodique : Le Cicerone, guide poliglotte hebdomadaire... No 1, Paris, 1874 (BNF 30621878)